# Tococa erythrophylla
Tococa erythrophylla là một loài thực vật có hoa trong họ Mua. Loài này được (Ule) Wurdack miêu tả khoa học đầu tiên năm 1964.